# Partido Obrero Italiano
El Partido Obrero Italiano (en italiano: Partito Operaio Italiano) (POI) fue un partido político italiano fundado en Milán el 17 de mayo de 1882 por iniciativa de los círculos obreros locales y del periódico La Plebe de Enrico Bignami y Osvaldo Gnocchi-Viani, con un programa de luchas y reivindicaciones salariales. Entre los promotores de la reunión fundacional, a la cual se adhirieron diversas asociaciones obreras locales, estuvo Giuseppe Croce.
En 1892, en el congreso celebrado en Génova, la formación se integró en el nuevo Partido de los Trabajadores Italianos, que cambió su nombre en 1893 en Reggio Emilia a Partido Socialista de los Trabajadores Italianos y finalmente en 1895 en Parma a Partido Socialista Italiano. 

## Historia
El Partido Obrero Italiano representó una experiencia ligada sobre todo a la Italia industrial del norte, a la fisonomía que tenía en la década de 1880, caracterizada por una fuerte transformación de las relaciones agrarias, previa a la formación de los grandes monopolios de la siderurgia y la industria eléctrica, y al despegue, a comienzos del siglo XX, de la industria del automóvil. Sin embargo, algunas investigaciones han resaltado, estudiando los congresos del POI, la creación de secciones del partido también en Emilia, el Véneto, Livorno o Nápoles.
El recién fundado POI se presentó a las elecciones generales de 1882, obteniendo pocos votos, pero logrando no obstante elegir al Parlamento a Andrea Costa, el primer diputado socialista de la historia de Italia. En julio de 1885 se inició la publicación del órgano oficial del partido, Fascio operaio. El POI celebró sus primeros congresos en la primavera (12 de abril) y el otoño de 1885, en los cuales se definieron los estatutos y objetivos del partido. El nuevo sujeto político demostró rápidamente su capacidad expansiva: el 3-6 de diciembre de 1885, en Mantua, los delegados del IV Congreso de la Confederación Obrera Lombarda, que agrupaba a 132 asociaciones, votaron por la fusión en el Partido Obrero Italiano. 
El III (1887) y IV Congreso (1888) del POI sancionaron una mayor cercanía entre esta formación y los demás reagrupamientos de la extrema izquierda. El V Congreso (1890) aprobó la unidad de objetivos con los movimientos que participaron en la fundación de la Segunda Internacional y la sede del Comité Central fue transferida a Alessandria. Fueron frecuentes los acontecimientos que llevaron a enfrentamientos con las autoridades estatales. Los miembros del Comité Central fueron detenidos y condenados en numerosas ocasiones. 
A finales de la década de 1880 el POI se comprometió a la unificación entre los círculos obreros y asociaciones socialistas del país. El VII Congreso, celebrado en Milán en 1891, aprobó la transformación del partido. Apoyado desde el exterior por el socialista Filippo Turati, representante de la Liga Socialista Milanesa, el POI estuvo entre los promotores del nacimiento del Partido de los Trabajadores Italianos en Génova en agosto de 1892.
Los principales representantes del partido fueron Giuseppe Croce y Costantino Lazzari, ambos obreros. El POI tuvo también el apoyo externo de intelectuales procedentes de la Primera Internacional: Enrico Bignani y Osvaldo Gnocchi-Viani; y de la democracia radical: Filippo Turati.